# Heinrich Grell
Heinrich Grell (3 février 1903 à Lüdenscheid – 21 août 1974 à Berlin) est un mathématicien allemand, algébriste.

## Biographie
Grell était fils d'un boucher. Après son Abitur en 1922, il étudia les mathématiques, la physique et l'astronomie à l'université de Göttingen, où il soutint en 1926 un doctorat, dirigé par Emmy Noether. Il fut ensuite assistant auxiliaire en 1927-1928 à Göttingen, boursier de la Société pour les besoins de la science allemande (de) et en 1928-1930, assistant à l'université d'Iéna, où il passa en 1930 une habilitation, intitulée Verzweigungstheorie in beliebigen Ordnungen algebraischer Zahl- und Funktionenkörper. Il fut ensuite maître de conférences à Iéna, puis en 1934 à Halle, en analyse et géométrie analytique.
En 1935, il fut arrêté pour infraction au paragraphe 175 (pratiques homosexuelles) du code pénal allemand et perdit son droit d'enseigner, si bien qu'il fut au chômage jusqu'au début de la guerre en 1939. Cependant, le processus pénal contre lui fut interrompu : il était depuis 1933 au parti nazi, chef de région des maîtres de conférence d'Iéna et actif aussi dans les SA et dans les Jeunesses hitlériennes (chez les aviateurs à voile, resp. à moteur). De 1939 à 1944, il fut chef de groupe au bureau d'études des usines Messerschmitt de construction aéronautique. En 1944-45, il fit partie du conseil de la recherche du Reich à Erlangen.
Après la guerre, il fut assistant à l'université d'Erlangen puis de Bamberg, avant de devenir en 1948 professeur à l'université Humboldt de Berlin, où il resta jusqu'à son éméritat en 1968. De 1959 à 1962, il fut directeur de l'Institut pour les mathématiques pures de l'Académie allemande des sciences de Berlin (qui était dirigée par Hans Reichardt) et de 1964 à 1972, secrétaire général de l'Académie. En 1962, il fut orateur invité au congrès international des mathématiciens à Stockholm.
Il eut une dizaine d'étudiants de thèse, dont Lothar Budach, Rolf-Peter Holzapfel (de) et Herbert Kurke (de).